# Kirin Cup 1996
De Kirin Cup 1996 was de 17e editie van de Kirin Cup. Het toernooi werd gehouden van 23 tot en met 29 mei, het werd gespeeld in Japan. De winnaar van dit toernooi was Japan, zij wonnen dit toernooi voor 3e keer.

## Eindstand
| Pos | Land        | Wed | Win | Gel | Ver | DV | DT | +/− | Pnt |
| --- | ----------- | --- | --- | --- | --- | -- | -- | --- | --- |
| 1   | Japan       | 2   | 2   | 0   | 0   | 4  | 2  | +2  | 6   |
| 2   | Mexico      | 2   | 0   | 1   | 1   | 2  | 3  | –1  | 1   |
| 3   | Joegoslavië | 2   | 0   | 1   | 1   | 0  | 1  | –1  | 1   |

## Wedstrijden
|                                |        |       |             |                             |
| 23 mei 1996 «onderlinge duels» | Mexico | 0 – 0 | Joegoslavië | Shimizu Toeschouwers: 8.604 |
| 23 mei 1996 «onderlinge duels» |        |       |             | Shimizu Toeschouwers: 8.604 |

|                                |       |       |             |                            |
| 26 mei 1996 «onderlinge duels» | Japan | 1 – 0 | Joegoslavië | Tokio Toeschouwers: 50.632 |
| 26 mei 1996 «onderlinge duels» | Miura |       |             | Tokio Toeschouwers: 50.632 |

|                                |                      |       |                 |                              |
| 29 mei 1996 «onderlinge duels» | Japan                | 3 – 2 | Mexico          | Fukuoka Toeschouwers: 17.000 |
| 29 mei 1996 «onderlinge duels» | Morishima Miura Sōma |       | del Olmo Peláez | Fukuoka Toeschouwers: 17.000 |

| Winnaar Kirin Cup 1996 |
| ---------------------- |
|                        |
| Japan 3e titel         |